# Настюков, Александр Михайлович
Александр Михайлович Настюков (1868—1941) — русский учёный-химик, профессор Московского университета.
В 1903 году открыл формалитовую реакцию — конденсация формальдегида с ароматическими углеводородами в присутствии концентрированной серной кислоты; в 1914—1919 годах разработал способы получения сернистых красителей.

## Биография
Сын мастера цехового живописного цеха, личного потомственного гражданина. Родился 11 (23) октября 1868 года в Москве. Учился в 3-й московской гимназии (1877—1886). Затем окончил естественное отделение физико-математического факультета Московского университета (1890) с дипломом 1-й степени и с золотой медалью за работу «О действии белильной извести на клетчатку».
После окончания университета до 1892 года работал в технической лаборатории Н. Н. Любавина, затем на заводе искусственных удобрений в Рязани в области виноделия. Для изучения виноделия в 1893 году был направлен в Крым, в 1894 году — за границу, там работал в Париже, Копенгагене и Вене.
После возвращения в 1899 году, в течение трёх лет занимался виноделием в Бессарабии. Первые работы А. М. Настюкова относились к физиологии дрожжей и были тесно связаны с техническими вопросами бродильной промышленности; на опытной станции Магарыч в Крыму он выполнил и опубликовал в «Записках Общества сельского хозяйства Южной России» работу «Чистые культуры дрожжей русских виноградных рас».
Был в заграничной командировке от министерства народного просвещения и работал в лабораториях Германии, слушая одновременно лекции по техническим наукам. По возвращении из командировки А. М. Настюков в 1901 году защитил диссертацию «Оксицеллюлоза» на степень магистра технологии и был утверждён в 1902 году приват-доцентом по технологии в Московском университете. В 1905 году он защитил докторскую диссертацию «О конденсации циклических углеводородов с целлюлозой, глюкозой и муравьиным альдегидом». В сентябре 1908 года стал экстраординарным, а в 1913 году ординарным профессором кафедры технической химии Московского университета. В докторской диссертации описывалась открытая А. М. Настюковым реакция взаимодействия формалина с углеводородами нефти, получившая впоследствии широкую известность под названием формалиновой реакции и послужившая основой для создания нового типа пластмассы — «неоформалита».

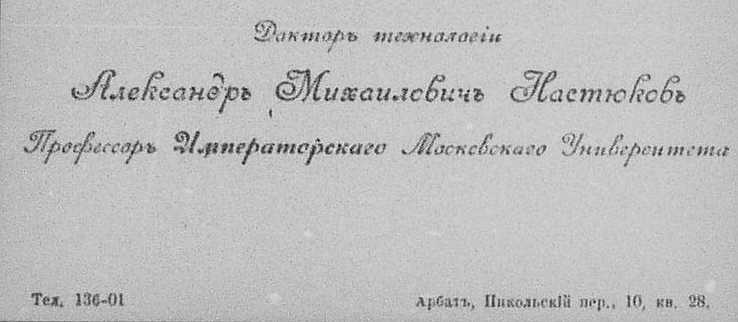
Визитная карточка

После реорганизации химического факультета МГУ работал (с 1933) в МХТИ имени Д. И. Менделеева. Директор НИИ пластмасс в Москве (с 1931).
Умер 16 февраля 1941 года в Москве.

## Научная деятельность
Основные научные исследования учёного на первом этапе его работы относились к физиологии дрожжей и были связаны с техническими вопросами бродильной промышленности и виноделия. В начале 1900-х гг. изучал целлюлозу и её производные. Следующий период деятельности Настюкова был связан с изучением нефти: открыл так называемую «формалиновую реакцию» (взаимодействие формалина с ароматическими углеводородами нефти в присутствии концентрированной серной кислоты), которая применялась, как качественная проба на присутствие ароматических углеводородов, а в дальнейшем послужила базой для создания отечественных фенолоформальдегидных смол и пластмасс на их основе («неоформалита»). Во время 1-й мировой войны занимался разработкой сернистых красителей (чёрного и хаки). В 1920-е гг. занимался химией пластмасс.
В 1909 году А. М. Настюковым было издано учебное пособие «Курс технической химии»; в 1910 году совместно с лаборантом В. М. Шалфеевым — «Примеры технического анализа»; в 1911 году — учебник «Примеры технических препаратов» и труд «О получении и свойствах жидких продуктов конденсации ненасыщенных углеводородов нефти с формалином». Эти учебники вместе с «Учебником технической химии», изданным в 1910 году слушателями курса А. М. Настюкова П. А. Зориным и А. А. Сыромятниковым под ред. проф. А. М. Настюкова, в течение ряда лет служили учебными пособиями для студентов при прохождении курса технической химии.
А. М. Настюков являлся членом организационного коллектива по созданию на физико-математическом факультете отделения химии в 1921 году.
После Октябрьской революции кафедра технической химии и химической технологии углубила специализацию и обратила особое внимание на производственную подготовку. Кафедру возглавил профессор А. М. Настюков. Он читал основной курс технической химии; преподаватели кафедры читали ряд специальных курсов. На кафедре была усилена научно-исследовательская работа, профессор А. М. Настюков занимался исследованием целлюлозы и её производных, а также исследованием отечественных нефтей. Результатом этих работ явилось около 80 статей, напечатанных в русских и иностранных журналах. А. М. Настюков был также крупным специалистом по химии пластмасс, исследованием которых он занимался в последний период своей деятельности в Университете. В 1934 году им была написана книга «Введение в техническую химию пластмасс» и опубликован ряд научных работ.